# Melinoides subapicata
Melinoides subapicata là một loài bướm đêm trong họ Geometridae.